# فيدياساجار سيتو
فيدياساجار سيتو، المعروف أيضًا باسم جسر هوغلي الثاني، جسر برسوم مرور عبر نهر هوغلي في ولاية البنغال الغربية بالهند، ويربط بين مدينتي كولكاتا (المعروفة سابقًا باسم كلكتا) وهاوره.
يبلغ طوله الإجمالي 823 مترًا (2,700 قدم)، يُعد فيدياساجار سيتو أطول جسر مدعوم بالكوابل في الهند، إذ يُعتبر جسر نارمادا الثالث في غوجارات جسرًا خارجًا عن الهيكل. وهو الجسر الثاني المبنّي عبر نهر هوغلي. الأول، جسر هاوره (المعروف أيضًا باسم رابيندرا سيتو) يقع على بعد 3.7 كيلومترات (2.3 ميل) شمالًا، اكتمل بناؤه في عام 1943. سُمي على اسم المصلح التربوي بانديت إيشوار تشاندرا فيدياساجار، بلغت تكلفة بنائه 3.88 مليار يورو. كان المشروع جهدًا مشتركًا بين القطاعين العام والخاص، تحت إشراف هيئة مفوضي جسر نهر هوغلي.
في البداية، وفي ظل نظام تحصيل رسوم المرور من قبل مفوضي جسر نهر هوغلي، سجلت حركة المرور اليومية 28,000 سيارة على الأقل وبحد أقصى 39,000 سيارة في عام 2000، ولكنها انخفضت إلى حوالي 30,000 سيارة بحد أقصى بحلول ديسمبر 2002، عندما تسلمت شركة خاصة إدارة ساحة تحصيل رسوم المرور. وصلت حركة المرور اليومية لاحقًا إلى ما لا يقل عن 45,000 سيارة وبحد أقصى 61,000 سيارة بحلول أوائل عام 2008، مقابل سعة قصوى قدرها 85,000 سيارة في اليوم. اُنتقدت الإدارة الأصلية لمفوضي جسر نهر هوغلي المُحصلة لإيرادات رسوم المرور بسبب الفساد والخسارة الكبرى في الإيرادات.

## تاريخه
زادت الكثافة السكانية والنشاط التجاري سريعًا بعد حصول الهند على استقلالها في أغسطس عام 1947. كان جسر هاوره الرابط الوحيد عبر نهر هوغلي، بين هاوره وكولكاتا، عرضة للازدحام المروري الشديد، بأكثر من 85,000 سيارة كل يوم. استلزم هذا التخطيط لإنشاء جسر جديد عبر النهر للربط بين المدن الرئيسية في مومباي ودلهي وتشيناي من خلال الطرق السريعة الوطنية الواقعة بالقرب من الجسر.
وضعت أنديرا غاندي حجر الأساس للجسر في 20 مايو 1972. استغرق الجسر أكثر من 22 عامًا لإكماله وبلغت تكلفته 3.88 مليار روبية هندية، ولم يكن هناك أي نشاط بنائي خلال سبع سنين من هذه السنوات. سُمي الجسر باسم المصلح التربوي البنغالي إيشوار تشاندرا فيدياساجار في القرن التاسع عشر. بدأ العمل في الجسر المدعوم بالكوابل ببناء حاجز البئر عند نهاية ضفة كلكتا في 3 يوليو 1979.
تربط ثلاثة جسور أخرى على نهر هوغلي كولكاتا بحي هاوره: جسر فيدياساجار سيتو المبنّي في عام 1932، وهو جسر واصل بالسكك الحديدية، وأول جسر دخل حيز التشغيل، والذي أصبح قديمًا وبحاجة إلى إصلاحات، وجسر هاوره، وهو جسر كابولي أُنشئ عام 1943، أُعيدت تسميته باسم رابيندرا سيتو منذ عام 1965 تكريمًا للأديب روبندرونات طاغور الحائز على جائزة نوبل في الأدب، وجسر نيفيتا سيتو (سُمي باسم الأخت نيفيدتا)، والمعروف أيضًا باسم فيفيكاناندا سيتو الثاني، والذي يقع على بعد 50 مترًا (160 قدمًا) في اتجاه مجرى فيفيكاناندا سيتو القديم وبدأ تشغيله في 4 يونيو 2007. شهد الطريق السريع لكونا وجسر فيفيكاناندا سيتو زيادة هائلة في حجم حركة المرور على مدار عامين. تأخذ أكثر من 100,000 سيارة الطريق السريع للوصول إلى كالكوتا عبر جسر فيفيكاناندا سيتو.

## إنشائه
صمم الجسر شلايش بيرغمان وشريكه، وفحصه فريمان فوكس وشركائه وبهارات بهاري أوديوج نيغام. نفذ اتحاد شركة بريثويت برن وجيسوب عمليات الإنشاء. كانت هيئة مفوضي جسر نهر هوغلي مسؤولة عن عمليات تشغيل الجسر.
بدأت عملية إنشاء الجسر في 3 يوليو 1979، وأصبح الجسر قيد التشغيل في 10 أكتوبر 1992 من قبل هيئة مفوضي جسر نهر هوغلي.

## خصائصه المعمارية
فيدياساجار سيتو جسر مدعوم بالكوابل، عن طريق 121 كابلًا في ترتيب مروحي، بُني باستخدام أبراج من الصلب بارتفاع 127.62 مترًا (418.7 قدمًا)، ويبلغ طوله الإجمالي 823 مترًا (2,700 قدم). يُعد فيدياساجار سيتو أطول جسر مدعوم بالكوابل في الهند. إذ يُعتبر جسر نارمادا الثالث في غوجارات جسر خارج عن الهيكل. صُنعت أرضية الجسر من قطاعات مُركبة من الخرسانة المسلحة بالصلب مع طريقين للمركبات. يبلغ العرض الإجمالي للجسر 35 مترًا (115 قدمًا)، مع 3 حارات في كل اتجاه وممر للمشاة عرضه 1.2 متر (3 أقدام، 11 بوصة) في كل جانب. يبلغ الطول الرئيسي لأرضية الجسر 457.20 مترًا (1,500.0 قدم). يُوجد امتدادان جانبيان مدعومان بكوابل سلكية متوازية ويبلغ طولهما 182.88 مترًا (600.0 قدم). فيدياساجار سيتو، جسر برسوم مرور، تبلغ سعته المرورية أكثر من 85,000 سيارة في اليوم.
يختلف تصميم الجسر قليلًا عن الجسور الأخرى، التي تتميز بحساب حمل مُركب أثناء الإنشاء. يكمن الاختلاف في مفهوم تصميم الحمل الميت المعتمد لهذا الجسر، واستخدام الخرسانة للامتدادات الجانبية المدعومة بحوامل وسطانية. صُممت أرضية الجسر على شكل هيكل شبكي من العوارض. توجد مجموعة من العوارض في النهاية ومجموعة أخرى في المنتصف، مثبتة بعوارض مُوزعة على مسافات بمعدل 4.2 متر (14 قدمًا) من المركز إلى المركز.

## سيناريو ما قبل البناء
وقعت عدة حوادث على الجسر على مر السنين، مما أدى إلى الازدحام المروري، وأحيانًا إلى إغلاق الجسر لبضع ساعات. خططت هيئة مفوضي جسر نهر هوغلي لبناء مخرجين باتجاه واحد ومنحدرات دخول، تخفيفًا للازدحام المروري الشديد عند مدخل الجسر. صممت الهيئة مخططًا نصف دائري في شكل أجنحة جانبية، لتيسير تدفق حركة المرور بسهولة قبل ساحة رسوم المرور، على الطرق المؤدية إلى محطة سكك حديد هاوره. توجد أيضًا خطط لتحسين الإضاءة على الجسر بتثبيت مصابيح بصمامات ثنائيية وكشافات لتغطية الأبراج الأربعة، وامتدادات الجسر والكوابل والسطح السفلي للجسر. كان من المقرر إدخال نظام جمع رسوم المرور الإلكترونية بحلول عام 2014، للمساعدة في تحسين تدفق حركة المرور عبر الجسر.
لم تُحقق حركة المرور للجسر التوقعات كما في مرحلة التخطيط. أُجريت دراسة مرورية لمدة أسبوع خلال شهر يونيو 2012 وسجلت حركة مرور يبلغ قدرها 29,000 سيارة فوق الجسر مقارنةً بـ 85,000 سيارة متوقعة. أُجريت دراسة خلال نفس الفترة في يونيو 2012 وأشارت إلى مرور 31,865 سيارة، على الرغم من ذكر مهندس المرور والنقل المختص أن معدل الزيادة في حركة المرور هو واحد بالمئة سنويًا على أساس دراسات مرورية أُجريت من وقت تشغيل الجسر. يُعزى سبب الانخفاض في حركة المرور خلال عام 2012 إلى تأثير ذروة الرياح الموسمية خلال فترة الدراسة.